# Wschodnia wioska
Wschodnia wioska – album Martyny Jakubowicz wydany w 1988 roku nakładem wytwórni Polskie Nagrania „Muza”. Nagrania zrealizowano w okresie 26 maja – 7 czerwca 1987 w krakowskim Teatrze STU.

## Lista utworów
Strona 1
1. "Gorąca sień" (R. Rękosiewicz – M. Kłobukowski) – 3:53
2. "Młode wino" (M. Jakubowicz – M. Kłobukowski) – 3:40
3. "Wiedza jest grzechem" (M. Jakubowicz – A. Jakubowicz) – 3:30
4. "Ludzie błądzą" (M. Jakubowicz, R. Rękosiewicz – J. Barański) – 4:09
5. "Na jednej skaczę nodzę" (M. Jakubowicz – M. Kłobukowski) – 3:52

Strona 2
1. "Nocny problem Jana H." (M. Jakubowicz, R. Rękosiewicz – J. Barański) – 4:40
2. "Złoty przez palce piach" (R. Rękosiewicz – M. Kłobukowski) – 2:50
3. "Wschodnia wioska" (M. Jakubowicz – A. Jakubowicz) – 5:57
4. "Wróżba nie służba" (M. Jakubowicz – M. Kłobukowski) – 3:15
5. "Martynella słodka" (R. Rękosiewicz) – 2:02

## Twórcy
- Martyna Jakubowicz – śpiew, gitara akustyczna
- Andrzej Urny – gitara
- Piotr Szkudelski – perkusja
- Rafał Rękosiewicz – gitara, instrumenty klawiszowe
- Robert Jaszewski – gitara basowa
- Krzysztof Zawadzki – instrumenty perkusyjne
- Aleksander Korecki – instrumenty dęte
- Jan Hnatowicz – gitara

Personel
- Jacek Ebert – projekt graficzny
- Władysław Lemm – foto
- Piotr Madziar, Piotr Brzeziński – realizacja nagrań
- Jacek Kawalerowicz – autor grafiki
- Marcin Jacobson, Rafał Rękosiewicz – producent